# Ron Paul

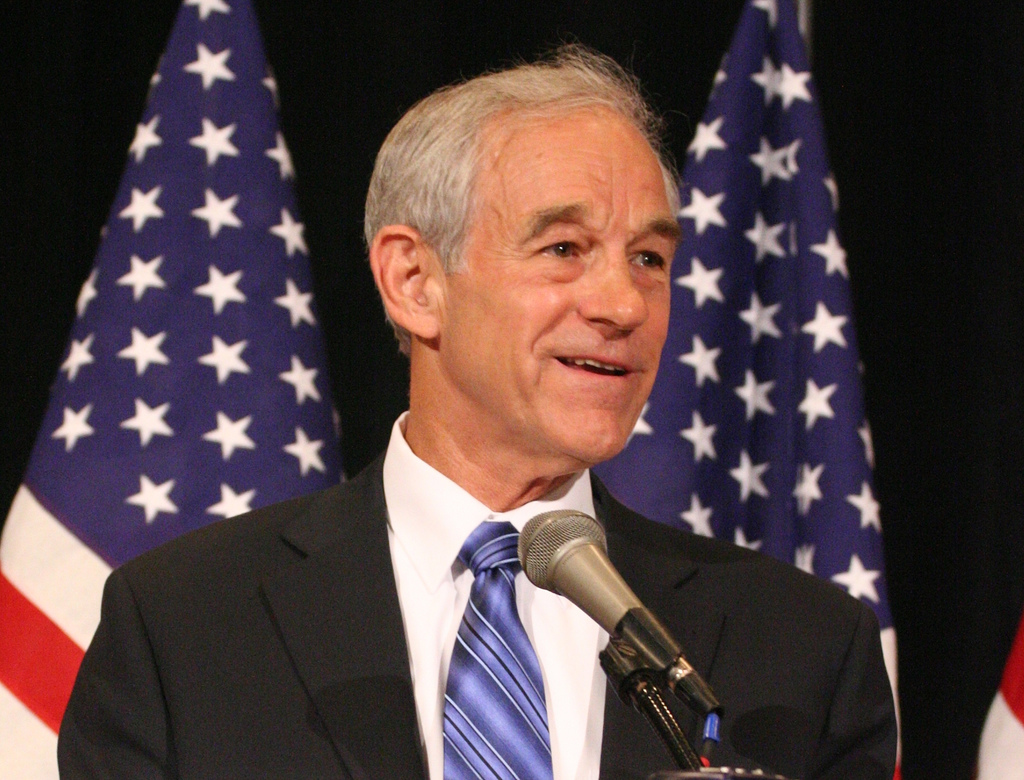
Ron Paul, 15. června 2007 na National Right to Life Convention

Ronald Ernest „Ron“ Paul (* 20. srpna 1935 v Pittsburghu, Pensylvánie) je americký lékař a libertariánský politik. Lékařské vzdělání získal na Gettysburg College a Duke University v letech 1957 resp. 1961 a během své vojenské služby, kterou v 60. letech absolvoval, pracoval jako chirurg u letectva.
V letech 1976–1977 a 1979–1985 byl členem Kongresu za Texas. V roce 1988 se za Libertariánskou stranu ucházel o prezidentský úřad. V roce 1997 se do Kongresu vrátil, opět za Republikány. 11. ledna 2007 ohlásil, že bude uvažovat o kandidatuře na prezidenta USA v roce 2008, 12. dubna svou kandidaturu potvrdil. 12. února 2008 se rozhodl svou kampaň omezit a věnovat se zajištění svého místa v Kongresu. 2. listopadu 2010 byl znovu zvolen jako kandidát Republikánské strany ve státě Texas, spolu s ním uspěl ve volbách do amerického senátu i Rand Paul, jeho syn. 

## Názory, které Ron Paul zastává
Ron Paul je jedním ze zakladatelů a „ideovým otcem“ Tea Party a jednou z největších libertariánských ikon současnosti,,,. Reprezentuje libertariánské křídlo Republikánské strany. Pravidelně hlasuje proti programům státních výdajů všeho druhu, čímž občas dráždí své spolustraníky. Zároveň patří mezi tzv. konstitucionalisty (ctí a obhajuje americkou ústavu), v souladu s jejímiž principy formuje své politické názory.
V zahraniční politice preferuje neutralitu (je pro to neuzavírat bilaterální smlouvy s žádnou ze zemí, obchodovat se všemi). Nesouhlasí s preemptivní válečnou politikou, nemá však námitky proti obranné válce, která by byla schválena Kongresem. Hlasoval proti zahájení války v Iráku, které nedostalo podporu OSN, a kritizuje americkou přítomnost v této zemi (tvrdí, že nejen, že nepřispívá ke zvýšení bezpečnosti Američanů a naopak rozdmýchává další násilí).
Se svou stranou se rozešel i v otázce USA PATRIOT Act, jednak proto, že v okamžiku hlasování neměl (jako ostatní členové Kongresu) možnost si jej přečíst, především však proto, že jej považuje za vážné ohrožení občanských svobod, zaručených Ústavou. Cení si suverenity své země coby národního státu a zastává vystoupení USA z OSN. Vyjádřil se též proti vytvoření Severoamerické měnové unie . Vystoupil i v kontroverzním dokumentárním filmu Endgame, kde odsoudil vytváření dalších obchodních unií (jako EU, Africká unie, atd.), coby další nástroj k postupnému sjednocování a spojování zemí v celosvětový superstát. (viz konspirační teorie NWO)
V ekonomické oblasti podporuje zrušení daně z příjmů fyzických osob (přesněji řečeno, potvrzení její neplatnosti) a většiny vládních úřadů včetně Federálního rezervního systému. V rozpočtu Spojených států by podpořil úpravy, které by vedly ke změně přerozdělování bohatství ve prospěch střední a nižší třídy; naopak nesouhlasí s vydávání obrovského množství peněz do vojenství. Ještě před krizí 2008 systematicky upozorňoval na úskalí současné monetární politiky USA, a varoval, že povede k nekontrolovatelné inflaci (současně s tím kritizoval postup bankéřů Fedu a napsal návrh sněmovny reprezentantů H.R. 1207, která by Federální rezervní systém měla podrobit hloubkové kontrole a jeho činnost učinit více transparentní). Stejně jako Thomas Jefferson nebo Abraham Lincoln je pro to, aby jediným subjektem, který má oprávnění emitovat peníze s nuceným oběhem, byla vláda (nikoli soukromě vlastněná Federální rezervní banka) a aby samotný tisk nebo ražení hotovosti nebylo zatíženo úrokem, kde současně obnos na jeho splacení by mohl být místo toho investován jinam do ekonomiky.
Je zastáncem přechodu na komoditní krytí měny, např. na zlatý standard nebo tzv. „komoditní košík“, sestávající z více komodit, zajištěný diverzifikací. Své ekonomické názory opírá o tzv. rakouskou školu, jejíž představitelé propagovali mimo jiné minimální zásahy státu do ekonomiky a volný zahraniční obchod. Je odpůrcem ilegální imigrace a podporuje zvýšení ochrany hranic, s čímž mnoho libertariánů[kdo?] nesouhlasí. Snížení ilegální imigrace chce dosáhnout odstraněním sociálních podpor těmto imigrantům a odstraněním automatického občanství pro jejich děti.
Je pro legalizaci marihuany nebo právo na vlastnění zbraně (které má zejména v Texasu velkou tradici). Na rozdíl od většiny libertariánů se vyslovuje pro zákaz potratů a je přesvědčen, že aktivita federálních úřadů v této oblasti je neústavní a že tato otázka by měla být ponechána v kompetenci jednotlivých států. Stejně se staví k homosexuálnímu manželství.

## Prezidentská kampaň 2008
Druhá prezidentská kampaň Rona Paula měla v porovnání s ostatními kandidáty nadprůměrnou podporu na internetu. Podle jednoho z největších dosud konaných internetových hlasování v prosinci 2007 vyhrál s drtivými 62,5 procenty. Heslem jeho kampaně bylo Hope for America (naděje pro Ameriku), jeho příznivci však vytvořili mnohá další, např. REVOLUTION (s překocenými písmeny EVOL tak, že vytvářejí odraz slova LOVE) a jiné. Paulovi příznivci také poukazují na nedostatečný prostor, který jejich kandidát dostává mainstreamových médiích, například v televizní volební debatě republikánských kandidátů z 11. října (kdy dostal nejméně otázek a času ze všech). On-line ankety sítě CNBC, ve které Paul s výrazným náskokem vyhrál, byla odstraněna a zaujatě o něm referuje i celostátní televizní síť Fox News, jejíž moderátor Paula nejdříve nevybíravě uvedl a poté jiní komentátoři osočili Paulovy sympatizanty, že v telefonickém hlasování, které Paul opět výrazně vyhrál, hlasovali vícekrát, přestože tato hlasování jsou z pochopitelných důvodů proti opětovnému volání zajištěna.
Paul nakonec pro národní shromáždění Republikánské strany získal celkem 35 delegátů. Nejlépe si vedl v následujících státech, kde se v hlasování umístil na druhých místech: Nevada, Montana, Pensylvánie, Indiana, Severní Karolína, Nebraska, Oregon, Idaho, Jižní Dakota, Nové Mexiko, Severní Mariánské ostrovy. Nominaci tedy nakonec nezískal. Umístil se na čtvrtém místě za vítězem Johnem McCainem, Mikem Huckabeem a Mittem Romneym.
V prezidentských volbách odmítl podpořit Republikána Johna McCaina, což by považoval za zpronevěru svému celoživotnímu programu. 10. října 2008 svolal tiskovou konferenci, ve které ohlásil dohodu tzv. „třetích stran“ (3rd parties, ostatní strany v americkém politickém spektru po Demokratech a Republikánech). Mezi zástupci těchto třetích stran byli Ralph Nader, Chuck Baldwin a Cynthia McKinney. Výše zmínění zástupci a Bob Barr, který se na poslední chvíli omluvil ze společné tiskové konference, vyjádřili formální shodu a sjednotili své postoje v následujících bodech:
- brzký konec války v Iráku a konec hrozeb války ostatním zemím, včetně Íránu a Rusku
- ochrana soukromí a občanských práv, včetně odvolání USA PATRIOT Act, Military Commission Act a Foreign Intelligence Surveillance Act
- žádné další navyšování národního dluhu
- důkladné prozkoumání, zhodnocení a audit Federálního rezervního systému

Paul v úvodním projevu naznačil určité rozčarování v tom, že těmto otázkám mainstreamová média věnují minimální pozornost (u Fedu se téměř jedná o tabu), přestože tyto problémy jsou velmi důležité (a v případě obrovského národního dluhu rozhodující pro chod samotných Spojených států). Poznamenal též, že navzdory tomu se jimi dvě dominantní americké politické strany nezabývají, místo toho licitují o mnohem méně závažných problémech, a dohromady nenabízejí voličům alternativy pro určení toho, kterým směrem se bude vývoj v jejich zemi ubírat (dokonce byla použita asociace, že se jedná o dvě frakce jedné strany).
Ron Paul původně neměl v úmyslu přímo podpořit žádného z těchto čtyři kandidátů. Po kritice ze strany Boba Barra za tento postoj oznámil, že bude volit Chucka Baldwina.

## Prezidentská kampaň 2012
V prvních primárkách americké Republikánské strany konaných tradičně ve státě Iowa 3. ledna 2012 se Ron Paul umístil na třetím místě se ziskem 21 procent hlasů. Významný úspěch zaznamenal zejména mezi voliči do třiceti let, kde obdržel 48 procent odevzdaných hlasů.. V primárkách ve státě New Hampshire, které se konaly 10. ledna 2012, skončil se ziskem 23 procent hlasů druhý za Mittem Romney, který získal 39 procent hlasů.  V primárkách konaných dne 22. ledna 2012 ve státě Jižní Karolína získal Ron Paul 12,98 % hlasů a obsadil čtvrté místo.
Příznivci Rona Paula si stěžují, že hlavní zpravodajské stanice tradičně Rona Paula ignorují (redaktoři např. při čtení volebních výsledků jeho jméno přeskočí nebo v nich není uvedeno vůbec; některé jeho volební kampaně televizní stanice nedovolily vysílat, v diskuzích dostává nejméně prostoru až po otevřené prohlášení některých novinářů, že Paula ignorují, protože ho považují za blázna).

## Rodinný život
V roce 1957 si vzal Carol Wellsovou, s kterou má pět dětí: Ronald "Ronnie" Paul junior, Lori Paul Pyeatt,
Randall "Rand" Paul, Robert Paul, Joy Paul-LeBlanc. Ron Paul je též osmnáctinásobným dědečkem a pro jedno z dětí jeho vnuků i pradědečkem. Jeho bratr Wayne se zabývá sociálními otázkami Spojených států. Syn Rand Paul byl v roce 2010 zvolen do amerického senátu za stát Kentucky.

## Jiné aktivity
Od začátku 80. let napsal asi deset knih, tematicky se shodujících s postoji, které nyní prosazuje ve své kampani.
Jeho poslední kniha se jmenuje End The FED, ve které volá po zrušení Federálního rezervního systému a vysvětluje, proč by měl být zrušen.